# Hyposypnoides
Hypersypnoides là một chi bướm đêm thuộc họ Noctuidae.

## Hình ảnh

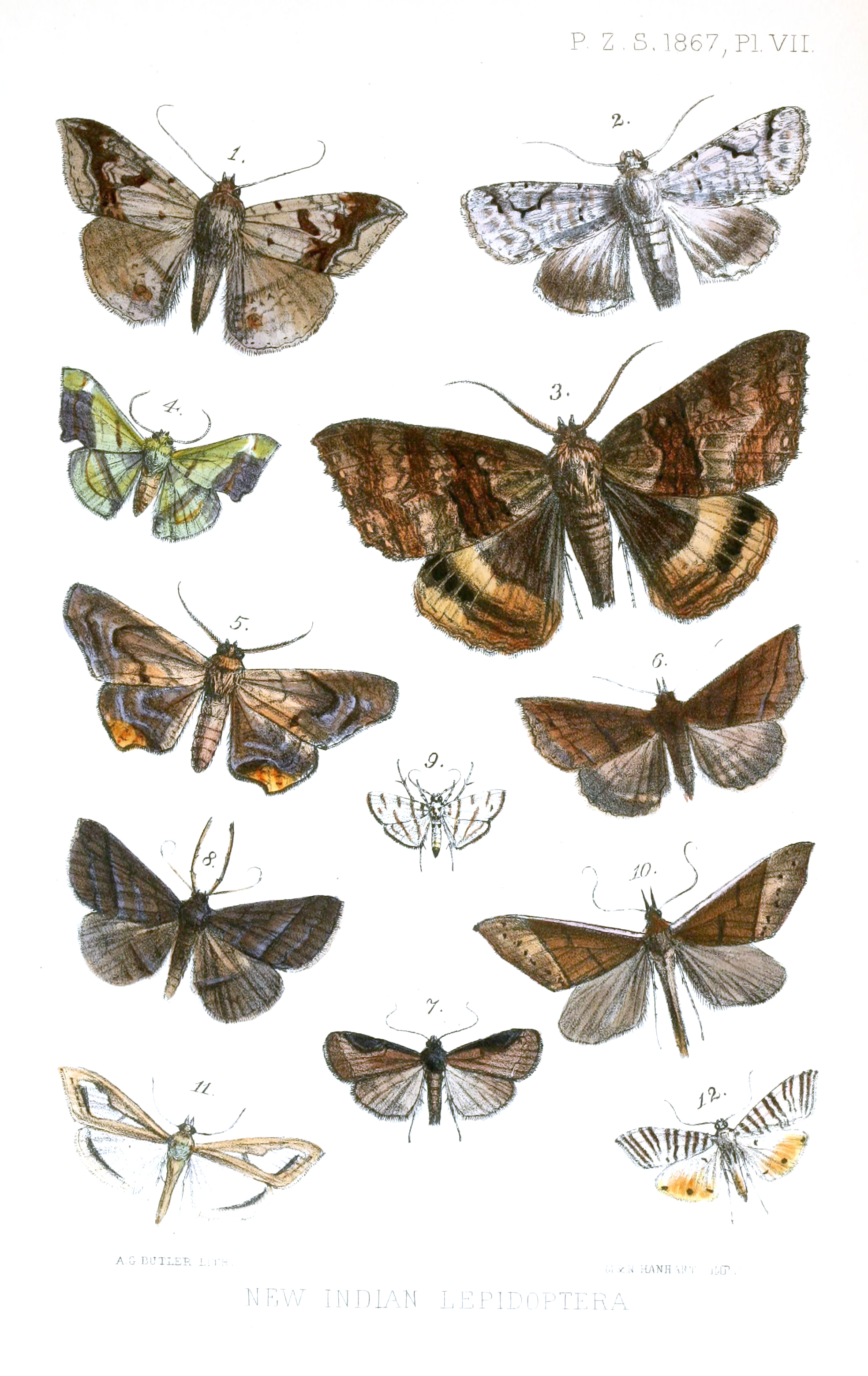